# Orthogrimmia alpestris
Orthogrimmia alpestris là một loài Rêu trong họ Grimmiaceae. Loài này được (F. Weber & D. Mohr) Ochyra & Żarnowiec mô tả khoa học đầu tiên năm 2003.